# Gianfranco Ganau
Gianfranco Ganau (Sassari, 3 marzo 1955) è un politico italiano, presidente del Consiglio della Regione Sardegna dal 2014 al 2019 e sindaco di Sassari dal 2005 al 2014.

## Biografia
Laureato in medicina, è medico cardiologo. È responsabile del Servizio di emergenza territoriale 118 per le province di Sassari e Nuoro.
Esponente dei Democratici di Sinistra, nel 1995 è stato eletto consigliere comunale di Sassari, fino al 2000 ha ricoperto l'incarico di presidente della Commissione Ambiente.
Dal 2002 al 2005 è stato membro del Consiglio di Amministrazione della Fondazione Banco di Sardegna.
Alle elezioni comunali dell'8 e 9 maggio 2005 è stato eletto sindaco di Sassari al primo turno con il 58,1% e 46000 voti. Nelle elezioni comunali del 30 e 31 maggio 2010 è stato confermato al primo turno con il 65,9% e 47066 voti.
Nel Governance Poll 2010 realizzato da IPR Marketing per Il Sole 24 Ore è risultato essere il quinto Sindaco più popolare d'Italia, e il Sindaco più popolare in Sardegna, col 64% di gradimento fra i cittadini intervistati
mentre nella 14ª edizione del Monitor Città della Fullresearch è risultato il terzo Sindaco più popolare, col 65% di gradimento.
È stato eletto consigliere regionale nel febbraio 2014 nella lista PD, e il 19 marzo dello stesso anno presidente del Consiglio regionale sardo, lasciando il 28 la carica di sindaco.
Candidato al Senato in occasione della tornata elettorale del 2018 non viene eletto.